# Pavel Alois Klar
Pavel Alois Klar (11. července 1801, Litoměřice – 5. listopadu 1860, Praha) byl syn Aloise Klara, zakladatele Klárova ústavu slepců v Praze, pokračovatel otcova díla, mecenáš umění a charitativních aktivit týkajících se ústavu, zakladatel výtvarné kritiky.  

## Život

### Mládí a studia
Narodil se 11. července 1801 v Litoměřicích jako prvorozený a jako jediný z čtyř dětí se dožil dospělosti. Otcem byl tehdejší profesor litoměřického gymnázia, pozdější zakladatel ústavu slepců na Malé Straně Alois Klar, matkou Rosina Klarová – „Matka slepých", která pomáhala v budování slepeckého ústavu jak Pavlovu otci, tak i jemu, celých 14 let až do své smrti v roce 1847. Studoval nejdříve na litoměřickém gymnáziu a pak právo a „komorní (soudní či soudcovské) vědy" (dnes právo procesní) na Karlo-Ferdinandově Univerzitě.

### Úřednická kariéra po studiích
Už za studií na Karlově univerzitě vstoupil do státní služby a působil nejprve na krajských úřadech v Plzni a Kouřimi. Začínal jako prezidiální koncipista, tedy úředník připravující návrhy spisů, a postupně se vypracoval až na krajského komisaře. Při studiu, zvláště během posledních ročníků vypomáhal otci jako učitel v Klárově ústavu, chodíval dvakrát týdně dobrovolně předčítat do ústavu pro slepé děti na Hradčanech. Přesto po absolvování studií neodešel pracovat do ústavu, ale věnoval se práci koncepčního úředníka u krajského úřadu v Plzni. V roce 1826 je přeložen na místo úřadu do Prahy. V roce 1838 dosáhl jmenování krajským komisařem.
V roce 1834 se oženil s Karolínou Marií, rozenou hraběnkou Vratislavovou z Mitrovic. Manželé měli tři syny: Pavla Zdenka (1835–1866, padl v bitvě u Hradce Králové), Karla (1839–1893, stal se hlavním pokladníkem České banky Union) a Rudolfa Mariu (1845–1898, byl úředníkem a později pokračoval v činnosti svého děda i otce).
Časem se Pavel Alois Klar sblížil s nejvyšším purkrabím hrabětem Karlem Chotkem (nejmocnějším úředníkem v Čechách) a ten ho pověřoval „důvěrnými posláními", která měla vést k potlačení revolučního kvasu chudiny v Praze.

### Nemoc a závěr života
Ve velmi chudobném roce 1845 onemocněl Alois Pavel Klar tuberkulózou, v jejímž důsledku ochrnul, byl upoután na invalidní vozík a požádal v roce 1852 o penzi. Nakonec sám oslepl. Než se však tak stalo, musel čelit složitým poměrům na Klárově ústavu.
V roce 1860 se jeho špatný zdravotní stav zhoršil. V této době ho nepotěšilo ani vyznamenání císaře František Josef I a ocenění od papeže Pia IX. za jeho charitativní práci v ústavu slepců. V závěti vyslovil přání, aby se dále o ústav postaral jeho syn Rudolf Maria Klar.
Pavel Alois Klar zemřel 5. listopadu 1860 a na pohřbu mu jeho nevidomí svěřenci přezpívali ústavu – pravidla spolužití v Klárově ústavu.

## Dílo

### Spolková a charitativní činnost
Pavel Alois Klar se stal mecenášem a členem několika spolků a společností, podporujících umění. Patřil k zakladatelům Žofínské akademie. V letech 1842 až 1860 vydával obsažnou ročenku Libussa, jejíž výtěžek věnoval Klárovu ústavu slepců a dětské nemocnici v Praze, kterou sám založil. Stal se spoluzakladatelem a čestným členem Vědecké akademie k povznesení klasického zpěvu a hudby v Praze, členem karlínského dětského ošetřovacího ústavu, členem Lužické vědecké společnosti Görlitz a korespondujícím členem německé společnosti pro zkoumání mateřské řeči a historie v Lipsku. Klar také založil Vojenský lázeňský ústav v Karlových Varech.

### Nová budova Klárova ústavu slepců
Pavel Alois Klar nebyl učitelem jako jeho otec, ale věnoval se spíše materiálnímu a finančnímu zabezpečení chovanců Klárova ústavu a vůbec dobrému správnímu fungování ústavu.

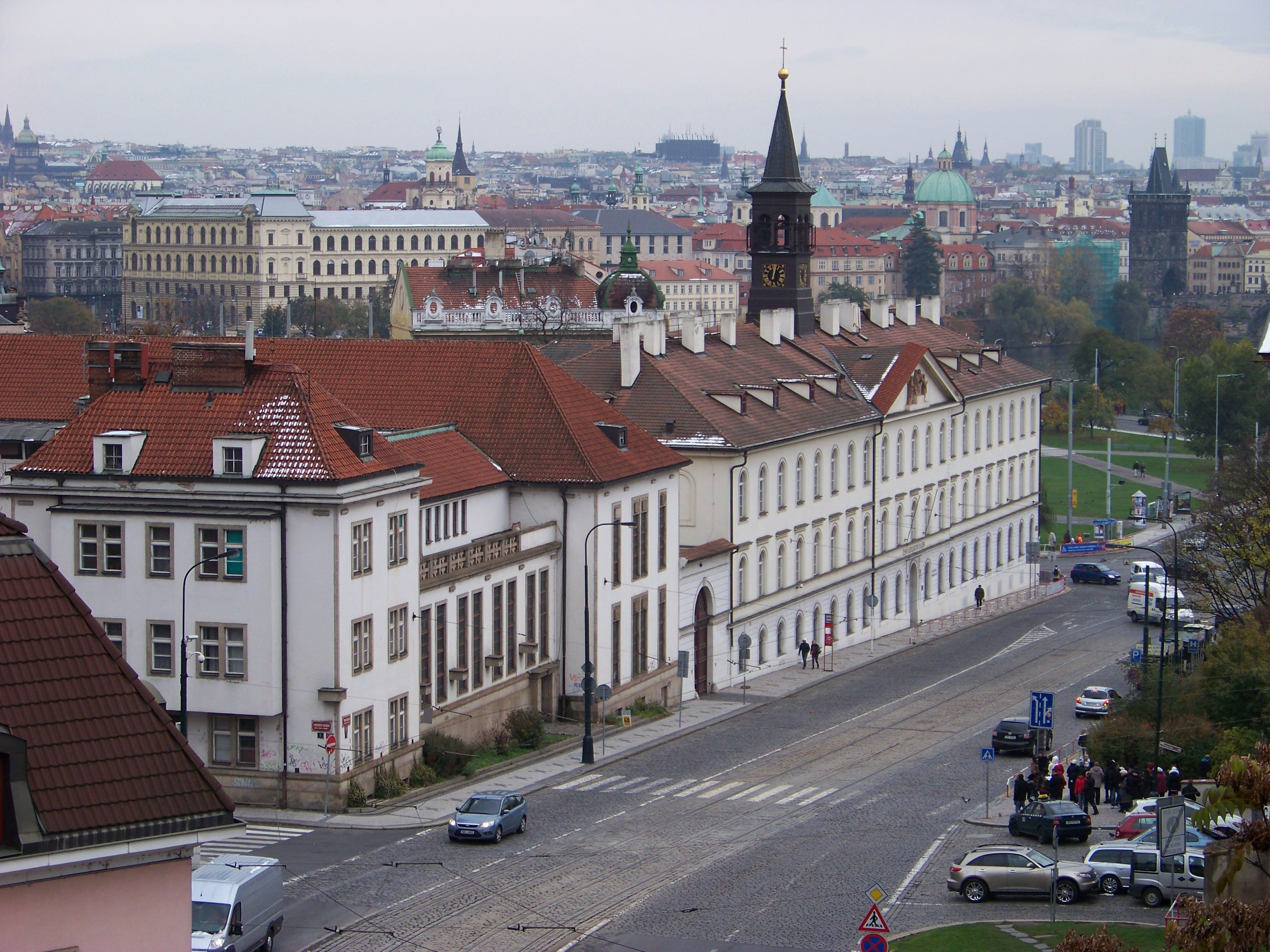
Bývalá budova Klárova ústavu slepců na Klárově, dnes budova Geologické služby ČAV

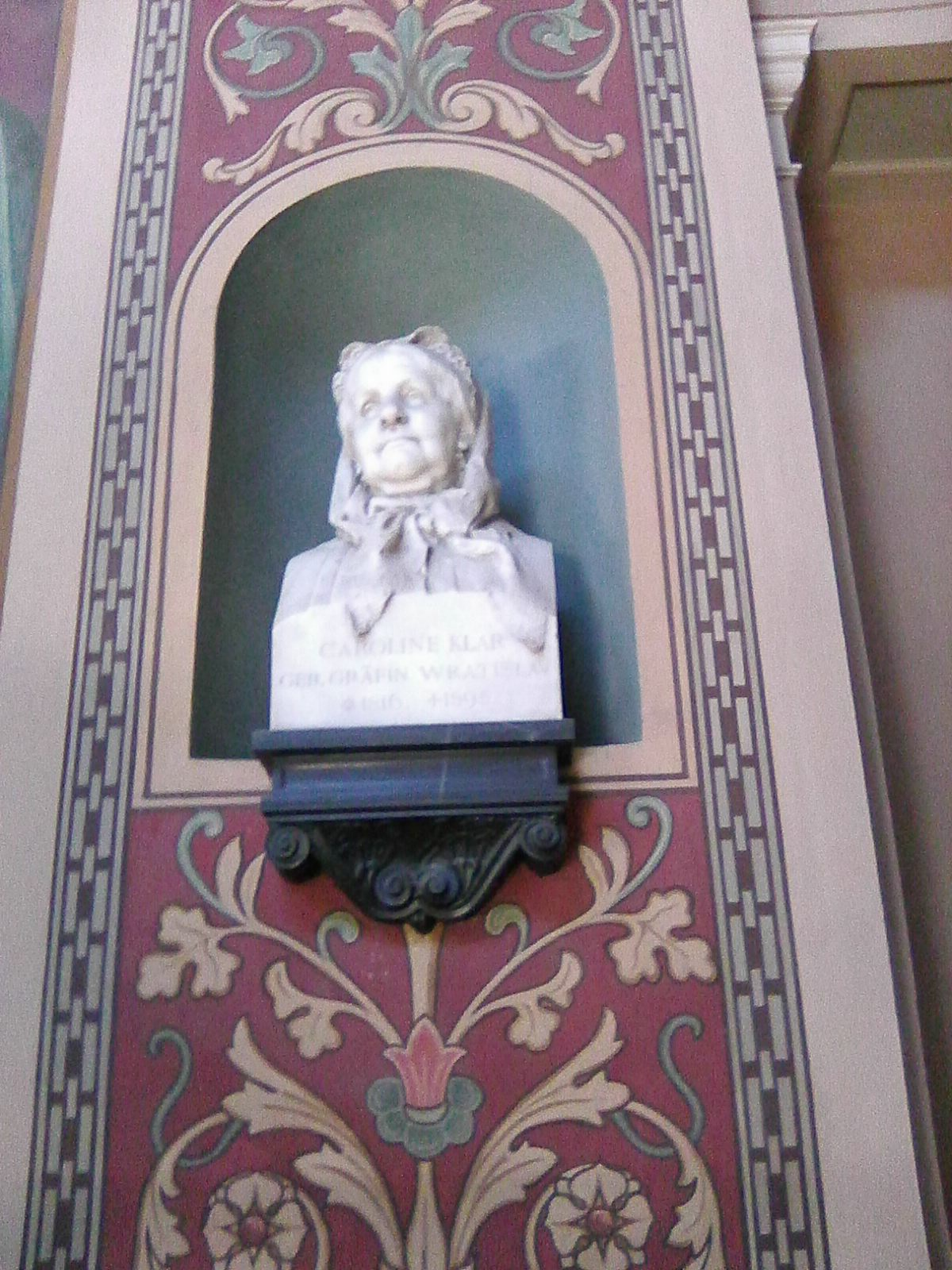
Busta Klarovy manželky Karolíny Marie, rozené hraběnky Vratislavové z Mitrovic v kapli archanděla Rafaela Klárova ústavu slepců

Otec Alois Klár, zakladatel ústavu, zemřel v říjnu 1832, necelý rok po formálním založení ústavu, který se uskutečnil slavností v Hrzánském paláci na Velkopřevorském náměstí na Malé Straně a také půl roku po nástupu prvních chovanců do jeho ústavu. Dožil se ještě schválení ústavy a rozhodnutí listinou císaře Františka I., aby ústav provždy nesl jméno svého zakladatele – Klarův ústav slepců.
Základní kámen k budově položil sám arcivévoda František Karel.

#### Finanční zajištění ústavu a začátek stavby
Když v roce 1833 přesídlil celý vídeňský dvůr na krátkou dobu do Prahy, využil toho Pavel Alois Klar pro zlepšeni situace ústavu.
Pavel Klár byl úředně vyzván, aby obstaral „ošetření příborů a kuchyňského nářadí" na Pražském hradě. Při té příležitosti se Klár pokusil upozornit nejprve císařovnu a pak i císaře Františka I. na neutěšené poměry ústavu a opatrně nadnesl myšlenku přemístění ústavu z nevyhovujícího malého domu někam jinam, nejlépe do nově postavené budovy. Zástupci vedení ústavu pak při své audienci u císaře navrhli, zřejmě po předchozí dohodě s purkrabím hrabětem Chotkem, že by se pro nový objekt hodila státní budova v tehdejší Praze III, tzv. Dům dřevařských písařů. Místo bylo vybráno snad i proto, že se věřilo, že voda z Brusnice je léčivá. Císaři se jejich návrh zamlouval a přislíbil dokonce osobní návštěvu ústavu. Začátkem roku 1834 byl zmíněný dům i se zahradou, na níž byla dřevní ohrada, darován pro rozšíření ústavu s podmínkou, že bude ve vlastnictví ústavu po tu dobu, dokud bude ústav fungovat. Pokud by zanikl, připadl by dům zpět císaři, který ale uvedl, že tato podmínka je nejjistější ochranou stálosti ústavu, k čemuž mu popřál hodně zdaru.
V červnu a v červenci 1834 ústav navštívil nejvyšší purkrabí hrabě Karel Chotek a 17. srpna dokonce matka císaře Františka Josefa I. Žofie Frederika Bavorská. Těchto návštěv využil Klar, aby upozornil hosty na nuzné podmínky existence ústavu, zapříčiněné zejména nevyhovujícími malými prostory, s nimiž se ústav musel vyrovnávat. 31. srpna 1833 navštívil ústav císař František I., který ke dni 2. února 1834 převedl do vlastnictví ústavu Dům dřevařských písařů.
Klar se ihned rozhodl postavit v objektu Domu na pozemku zahrady nový rozsáhlý ústav asi pro 300 slepců. Vybudování takového ústavu bylo nad jeho finanční možnosti, a proto se do stavby hned nepustit a začal zatím jen s vnitřní úpravou původního Domu dřevařských písařů. Těmito úpravami byl pověřen stavitel Josef Kranner podle plánu architekta Vincence Kulhánka. Záhy (už v březnu 1835) se do těchto zrekonstruovaných prostor nastěhovali první chovanci. Bylo jich zhruba 24 až 30. V roce 1837 byly dokonce přijaty i první čtyři dívky. Úpravami Domu dřevařských písařů začala výstavba budov Klárova ústavu, která trvala do roku 1932.

#### Vlastní výstavba Ústavu
Výstavba byla naplánována do tří etap. Nejdřív byla zahájena přestavba levé jižní části „staré" budovy. Trvala až do roku 1884, ale bohužel všechny plány architekta Kulhánka se zdaleka nenaplnily. V roce 1836 se začaly výkopové práce  základů v písečném podloží, a proto musely být pilotovány (pozemek leží na písčitých nánosech potoka Brusnice). Základní kámen k nové budově byl slavnostně položen za účasti hostů 18. září 1836. Zároveň začala výstavba ústřední kaple archanděla Rafaela, která byla dobudována v roce 1848.
Umělecká výzdoba kaple byla financována ze stipendia – pozůstalosti po otci Aloisu Klarovi z výtěžku ze spisu k řečnickým cvičením přednášeným v Klementinu: „Auswahl von Gedichten zu deklamatorischen Uebungen” (Výběr básní k řečnickým cvičením). Guberniálního schválení zakládací listiny se Alois Klar nedočkal, jelikož zemřel 25. března 1833. Definitivní vystavení měla tak na starosti jeho ovdovělá choť a syn Pavel Alois Klar jako koncipista guberniálního presidia. Na zakládací listině se podepsali svědkové hrabě Boos-Waldeck a Jindřich Losy rytíř z Losenavy. Guberniálního potvrzení se zakládací listině dostalo dne 24. června 1834. Klarovo úmrtí však celou akci zdrželo až do roku 1837.

#### Ústavní stipendium
Dne 6. července 1837 Pavel Alois Klar zemskému guberniu oznámil, že stipendijní jistina čítá toho roku 6 000 zlatých a že hypotéku s pětiprocentním úrokem převzal hrabě Kristián Vincenc z Valdštejna. Zároveň zemské gubernium požádal, aby přistoupilo k vypsání prvního konkursu. Právoplatně tak stipendium vešlo do života v roce 1838.
Stipendium bylo vyměřeno na 300 zl. ročně a jedinou povinností stipendisty byla láska k umění a setrvání dvou třetin uvedeného času v Římě a v Itálii. Vedle toho musel stipendista dostát závazku, že ihned po ukončení těchto požitků obdaří kostel v místě svého křtu nebo svého posledního pobytu vlastním dílem (obrazem nebo sochou atp.) a to takovým způsobem, „jenž byl by pro vrstevníky i potomky důstojný umění, kostela, vlasti i jeho samého”. V případě, že by po svém návratu závazku během dvou let nevyhověl, mělo se zemské gubernium (místodržitelství) postarat, aby bylo stipendium vráceno.
Byla postavena rozlehlá budova pro 300 slepců, s čtyřbokou věží s hodinami a zvonem nad střední částí. V tympanonu nad průčelím je reliéf od Josefa Maxe, který představuje biblického syna Tobiášova, jak natírá otci zrak mastí od archanděla Rafaela a tím mu vrací zrak. Originál byl značně poškozen, a tak byl nahrazen kopií, kterou provedl sochař František Häckel. Původní plastika je z terakoty neboli pálené hlíny, na kopii bylo použito její imitace. Obdobný motiv Tobiáše s otcem byl i na ústavní pečeti. Bratr sochaře Josefa Maxe – Emanuel Max vytvořil pro budovu sochu archanděla Rafaela a bustu jeho zakladatele prof. Aloise Klara.

#### Ohrožení Klárova ústavu v letech 1844–1845
V roce 1844 vypukly v Čechách sociální nepokoje. V Praze to byly stávky tiskařských dělníků a dělníků na stavbě železnice do Prahy. Klár byl pověřen, aby zajistil pořádek v Praze. Tyto sociální nepokoje se neobešly bez střelby a zranění. Dokonce byl zastřelen Klárův kočí.
Při dělnických nepokojích v roce 1844 dostal za úkol udržet v Praze klid, a to třeba i za použití vojska. Tiskaři kartounů a železniční dělníci, kterým firma bratří Kleinů snížila platy, hromadně opouštěli práci a táhli Prahou, přičemž se k nim přidávali další. Klar se snažil dohodnout jak s dozorem stavby železnice, tak s nespokojenými dělníky. Když stál při jedné demonstraci v Karlině uprostřed davu a uklidňoval vzbouřené dělníky, vojáci začali znenadání střílet. Klár jen tak tak z vřavy vyvázl, ale jeho kočí zůstal ležet zastřelený u vozu.
V roce 1845 stihly ústav povětrnostní škody a záplavy, které byly takového rozsahu, že je překonaly až po 150 letech záplavy v Praze v roce 2002. K tomu nastal hlad, nedostatek topiva. Klár dostal za úkol zajistit pro chudinu dostatek jídla (rýži) a palivové dřevo, nad jehož dodávkami z kouřimských a rakovnických lesů dohlížel, což se neblaze podepsalo i na jeho zdraví (nastydl se broděním v zasněžených lesích). V této době se mu také narodil syn Rudolf Maria.

#### Ústav v roce 1848
Do výstavby ústavu zasáhly bouřlivé události roku 1848 v Praze, dokonce i epidemie cholery na Malé Straně. V revolučním roce 1848, za červnových bouří, zabralo císařské vojsko několik místností nové budovy a budova byla dělostřelecky ostřelována a nakonec i poškozena. S těmito osudy se samozřejmě chovanci nesmířili a také začali sepisovat petici. Byly tu i národnostní rozepře mezi českými a německými chovanci. Vedení ústavu se ale snažilo, aby se situace politicky nevyhrotila a došlo k usmíření rozvášněných táborů.
Klár, který byl hluboce nábožensky založený a zastával stará feudálně právní pravidla, byl událostmi v ústavu hluboce dotčen. Bylo totiž jeho snahou, aby slepci zůstali ušetřeni všech politických střetů a chápal jejich chování jako zneužívání ve prospěch revoluce, označoval toto jejich ovlivňování revolučními událostmi "duševní záhubou lidí, kteří ve věčné noci potřebují právě nejvíce ohleduplné lásky bližních a nejčistší, nejvyšší a nezištné pomoci". Takto to ovšem nevnímali samotní chovanci ústavu, kteří se chtěli také zapojit do revoluční nálady, dění mimo zdi ústavu.
Armáda plánovala koncem roku 1848 vystěhovat ústav a zřídit zde nemocnici. Naštěstí tomu bylo zabráněno, a proto bylo možné pokračovat v dalším roce v dalších přestavbách. Ovšem vzhledem k tomu, že v Praze se objevila cholera, tyto snahy o zřízení alumnátu nebo nemocnice pokračovaly i nadále.
Po dvou letech došlo k bouřlivým událostem znovu. O chovance se staraly od roku 1837 řádové sestry, které Pavel Klar z Francie (Nancy). Ty usilovaly, aby se chovanci přizpůsobili řádovému životu. Na to však většina chovanců nebyla ochotna přistoupit, což vyvolalo neklid a vyvrcholilo napadením správkyně ústavu chovanci. Trestem bylo propuštění šesti chovanců. Vedlo to však k tomu, že v roce 1850 byly řádové sestry nahrazeny civilními učiteli a zaměstnanci.
V roce 1850 bylo také započato se stavbou budovy pod Daliborkou na Hradčanech a bylo tam zřízeno malé hospodářství ve prospěch ústavu, hlavně pro zásobování čerstvými potravinami.

#### Rozvoj výchovy a vzdělávání v ústavu
V intencích svého otce pokračoval Pavel Klar v řemeslné výuce. V letech 1846–1848 bylo v ústavě zavedeno vyučování v pletení podle vzoru krkonošských a slezských přádelen a pletáren. Byl to první pokus opatřit chovancům pravidelným cvičením v řemesle stálé zaměstnání.
V době rekonstrukce Domu dřevařských písařů stoupl počet chovanců z původních 5 na 24 až 30 a také tu bylo zaopatřováno prvních 7 nevidomých dívek. Zhruba stejný počet chovanců se nuceně přestěhoval do nevybavené nové části budovy 24. července 1848.
Pavlu Klarovi se také podařilo získat úlevy a osvobození od poplatků úředních – např. od poštovného, kolkovného a od daňových poplatků.
V roce 1857 proběhly oslavy 25. výročí založení ústavu a ukázalo se, že ústav jako instituce se již prosadil do vědomí veřejnosti. Památkou na toto výročí je socha sv. Václava na Karlově mostě, kterou dal zhotovit Pavel Klar. Návrh pochází od Josefa Foerichta, sochu zhotovil sochař Camille Boehm.

#### Problém s finančním zajištěním ústavu
Ústav neměl prakticky žádné příjmy, vyjma úroků z nadací nebo ojedinělých charitativních koncertů pražských umělců. Přesto už v roce 1857 bylo možné zvýšit počet chovanců z 15 na 54. Pomohlo i to, že výrobky těchto prvních chovanců se velmi dobře prodávaly.
Ve prospěch ústavu vydával Pavel Alois Klar v letech 1842–1860 už výše zmíněnou ročenku Libussa, ve které uveřejňovali básně, povídky i naučné články známí umělci a Klar psal příspěvky na vlastivědná témata. Již v r. 1853 bylo možné z výtěžku zakoupit nové varhany.

#### Vzbouření slepců na Klárově ústavu
O chovance se staraly řádové sestry, některé z Francie a ty samozřejmě usilovaly, aby se chovanci přizpůsobili řádovému životu. Na to však většina chovanců nebyla ochotna přistoupit, což vyvolalo neklid a po té vyvrcholilo napadení správkyní ústavu chovanci. Trestem bylo propuštění šesti chovanců, kteří pak zažívali ve svém bydlišti doživotní opovržení a trýzeň. Vedlo to však k tomu, že v roce 1850 byly řádové sestry přece jen nahrazeny civilními učiteli a zaměstnanci.

#### Výchova slepců k pracovní nezávislosti
Ústav i pod vedením Pavla Aloise Klara pokračoval jako průkopnická učňovská škola pro slepce, kam přecházeli chovanci se základním vzděláním z ústavu na Hradčanech, který byl založen už v roce 1807. Pavel Alois Klar se snažil ústav zajistit především finančně, snažil se napomoci v jeho rozvoji, především další výstavbou a rozšiřováním a to díky diplomacii s posvěcením nejvyšších míst v monarchii, za což byl i oceněn. Žil v těžké době revolučního kvasu kolem roku 1848, bídy, cholery a musel čelit i personálním problémům uvnitř ústavu. Stejně jako jeho otec i Pavel Alois Klar se snažil vymanit slepce vychované v hradčanském ústavu z výhradní závislosti na pečovatelkách – řádových sestrách a hledal metody výuky a činnosti vhodné pro nevidomé, které by je v ústavu naučil, našel jim tak řemeslné nebo umělecké pracovní uplatnění, aby nebyli odkázáni jen na milodary, žebrotu a nicotné přežívání v ústavu. Do ústavní péče zařadil i první dívky. V tomto svém úsilí narážel na odpor řádových sester a musel řešit rozpor mezi starým pečovatelským přístupem řádových sester a požadavky už emancipovaných chovanců ústavu. Později se vedení ústavu ujal jeho syn Rudolf Maria Klar. Tak vznikla ojedinělá tradice, která s následujícím přerušením trvala prakticky po celé jedno století. Jejich činnost je dnes označovaná jako zakladatelská v oboru speciální pedagogika.

#### Ústav po smrti Pavla Aloise Klara
Když P. A. Klár 5. listopadu 1860 zemřel, bylo jeho synovi Rudolfu Mariovi pouhých 16 let a nemohl se tedy stát vedoucím činitelem ústavu. Správy ústavu se tedy ujal příbuzný rodiny Klarů, setník ve výslužbě Jan rytíř Běšín (1860 – 1880). Dvacet let Běšínova působení nepřineslo ústavu velký prospěch. Zaváděl přísnou, nepřiměřenou kázeň mezi chovanci a v otázkách pedagogického působení se držel názoru „raději nic nového nezavádět“. Zanechal po sobě jen puntičkářský zpracovávané výroční zprávy, snažil se rozmnožit okresní nadační místa. Založil jich 50 a dohodl se s Hradčanským ústavem na rozdělování odkazů. Hospodářskou situaci ústavu však nezlepšil. V roce 1873 se stal členem ředitelstva Rudolf Maria Klar.

### Význam Pavla Aloise Klara pro literární a výtvarné umění
Pokračoval též v nadační podpoře výtvarných umělců. Prosazoval v té době opomíjené nástěnné malby, což dokládají nejen výjevy v kapli archanděla Rafaela v ústavu. Zasloužil se například o znovuzřízení četnických kasáren v Praze v budově dnešního Českého muzea hudby v Karmelitské ulici a pro jejich výzdobu doporučil malíře Viléma Kandlera. (Součástí objektu je i bývalý klášterní kostel sv. Máří Magdalény, v kterém je pochován Kilián Ignác Dienzenhofer).
Zasvěcené výtvarné kritiky už jako třiadvacetiletý mladík publikoval také v pražském časopise Der Kranz (podepisoval je P. A. Klar der Sohn) a dokonce se v roce 1832 stal se svým otcem pořadatelem výstavy mladých českých umělců. Psal například o obrazech Karla Vogela, profesora z Drážďan, jenž na umělecké výstavě v roce 1824 vystavil portrét jeho otce, namalovaný v krátkém čase alla prima a „dýchající životem", o slepém tyrolském řezbáři Josefu B. Kleinhansovi, který vyřezával hlavně krucifixy (Pavel na jeho díle dokazoval umělecké schopnosti slepců), nebo o vrstevníkovi Josefu Führichovi. Byl však i kritický: o svém budoucím „dvorním" malíři konstatoval, že vyniká fantazií, která však není dost uměřená, a jeho kolorit shledal příliš tvrdým a pronikavým. Jeho dům v Tomášské ulici býval místem setkávání vynikajících osobností té doby a při své návštěvě Prahy tam zavítali například Wilhelm von Humboldt, Ferenc Liszt, Clemens Brentano, Gustav Karl Laube a další. V archivech je uložena jemu adresovaná korespondence od Richarda Wagnera, Václava Hanky nebo Josefa Jungmanna.
Pavel Alois Klar se věnoval též kronikářské činnosti. Díky němu máme k dispozici 25 výročních zpráv slepeckého ústavu a ilustrovaný sborník k 25. výročí založení ústavu, ač vyšel až v roce 1860, tedy tři roky po oslavách.

### Knižní vydání
Od roku 1842 až do své smrti vydával a redigoval německy psaný almanach Libussa (Libuše), věnovaný vedle beletristiky zejména umění či uměleckým a historickým památkám; sám do něj přispíval pod pseudonymy Pavel Labský nebo P. Moldavský. Pavel Klar tak byl díky své vlastenecky orientované Libussi, označované jako „velká kmenová kniha spisovatelského života", ve styku s předními literáty své doby, z nichž nejvýznamnějším byl asi Adalbert Stifter. Dokázal k sobě přitáhnout mladé talenty, inspiroval je a podporoval stejně jako jeho otec. V roce 1844 v Libussi mimo jiné otiskl první překlad Máchova Máje do němčiny. Vyšel v ní také vlastní životopis Josefa Führicha, autora výtvarné koncepce výzdoby kaple archanděla Rafaela.
Knižně dále vyšlo:
- Statuten der Versorgungs- ind Beschäftigungsanstalt für erwachsene Blinde in Böhmen (Stanovy důchodového a zaměstnaneckého ústavu pro dospělé nevidomé v Čechách; nákladem vlastním, Praha, 1833)
- Böhmens großer Grundbesitz, wie dieser in der königlichen Landtafel inneliegt (České statky v královských zemských deskách, přetisk z Libussa 1856; Heinrich Hübner’s Buchhandlung, Praha a Lipsko, 1856)
- Das Regimentsgebäude der k. k. Gendarmerie in der Kleinseite Prag’s, Denkschrift zur Feier der ersten Besitznahme dieses Gebäude (Budova pluku c. k. četnictva v Praze na Malé Straně; Praha, J. G. Calve a C.H. Mayer, 1857)
- Die Studentenlegion der Prager Carl Ferdinands Universität vom Jahre 1800 (Studentské legie pražské Karlo-Ferdinandovy univerzity 1800; Praha, J. Ehrlich, 1859)

## Osobní postoje a názory
Už při studiích na gymnáziu na Klara působilo dílo a myšlenkový odkaz Bernarda Bolzana, Michala Josefa Fessla a také Josefa Jungmanna. I když jako příslušník státní byrokracie (krajský hejtman a guberniální rada) byl oddán rakouské vládě, přesto měl svobodomyslnější a rozhodně ne tak bigotní (nábožensky dogmatické) názory jako jeho otec. Alois Klar stanovil, že účelem ústavu je vytvořit ze slepců poslušné poddané lidi a nic víc. Slepý jedinec nemá být ostatní společnosti na obtíž. Proto tak zaostával otevření vlastní školy i výuka řemeslům. Pavel Alois Klar je známý svým výrokem, ke kterému dospěl po bouřlivém roce 1848: „slepec chce být veden železnou rukou oděnou do sametové rukavice.“
Uvažoval, do jaké míry pomáhají výchovně vzdělávací ústavy pro nevidomé k samostatnosti jejich absolventů. Přišel k závěru, že nadaným pomáhají, ale poněkud jiné je to u průměrných nebo podprůměrných a pasivních dětí. Pro tuto diferenciaci je proto třeba v ústavech vytvořit přiměřené podmínky.
Sympatie pro české obrození a pro český společenský život získal nejspíše už v Litoměřicích a pak na Univerzitě Karlově v Praze, kde se stýkal s mnoha vlastenci, jako byl například Karel Hynek Mácha (žák otce Aloise Klára na gymnáziu v Litoměřicích) a Václav Kliment Klicpera. Stali se přáteli. Dalšími jeho přáteli byli lidé i z jiných oblastní umění; z hudebního světa skladatel Václav Tomášek a historik Václav Hanka. Obdivoval se také výtvarnému umění, o prázdninách navštěvoval galerie v Drážďanech.

## Podobné ústavy v Evropě na počátku 19. století
První ústav pro zrakově postižené byl založen v Paříži v roce 1784 Valentinem Haüyem. Další vznikaly ve Velké Británii, a to hned v několika městech: V Liverpoolu, v Edinburghu, v Londýně a v Bristolu. V roce 1804 byl založen ústav ve Vídni a další o dva roky později v Berlíně. Pražský ústav na Hradčanech je osmým ústavem pro nevidomé na světě. Klárův ústav se odlišoval tím, že se věnoval péči dospívajícím a dospělým, tedy dětem po absolvování základního vzdělání a výchovy a věnoval se sociální rehabilitaci a rekvalifikaci (jak tuto činnost nazýváme dnes).